# メシェ＝シュル＝ジロンド
メシェ＝シュル＝ジロンド （Meschers-sur-Gironde）は、フランス、ヌーヴェル＝アキテーヌ地域圏、シャラント＝マリティーム県のコミューン。

## 地理

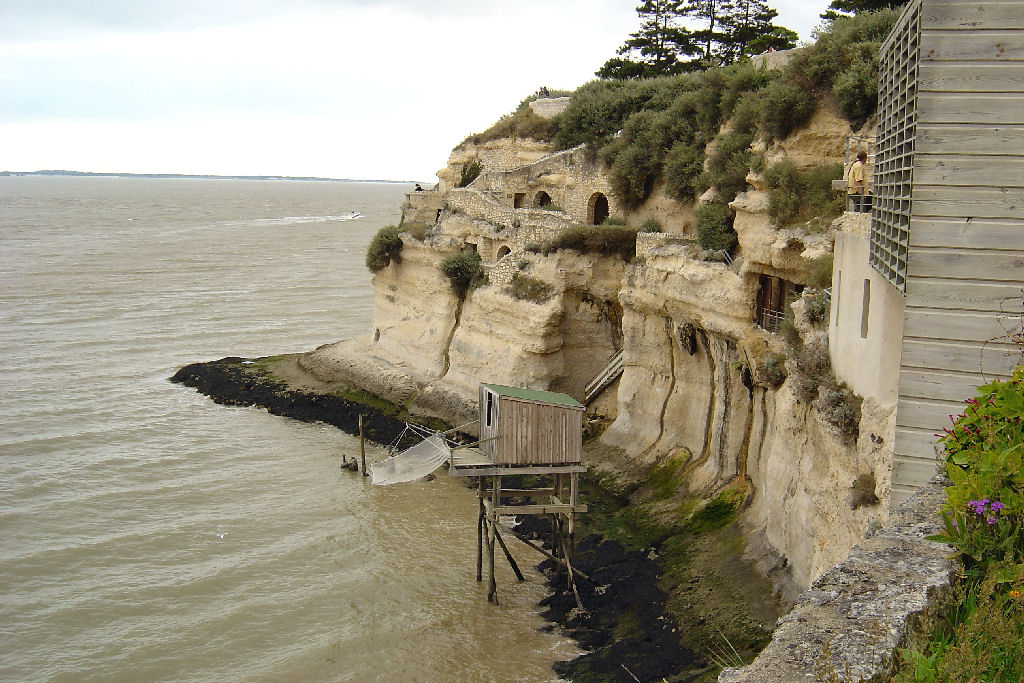
レギュルの洞窟住居

アンシャン・レジーム時代はサントンジュ地方に属した。ジロンド川河口に面し、コート・ド・ボーテ（fr）と総称されるリゾート地の1つである。
コミューンの大部分が石灰岩質の台地上にあり、一部は侵食された砂地に覆われる。広大な湿地がコミューンの北東、南部に伸びる。
コミューン内に残る森林は、昔からあるカシで構成される。移動する砂丘を食い止める目的で、19世紀にマツが植林された。

## 歴史
ガリア時代の墓が発見されている。
レギュルやマタタの海岸には、石灰岩質の崖を掘って作られた洞窟住居がある。住居としての目的のほか、穀物倉庫や、夜盗の隠れ家にされ、ユグノー戦争時代にはユグノーが避難した。

## 人口統計
| 1962年 | 1968年 | 1975年 | 1982年 | 1990年 | 1999年 | 2006年 |
| ------ | ------ | ------ | ------ | ------ | ------ | ------ |
| 1 339  | 1 475  | 1 546  | 1 649  | 1 862  | 2 237  | 2 619  |